# Kimbella apicurva
Kimbella apicurva är en insektsart som beskrevs av Davies 1988. Kimbella apicurva ingår i släktet Kimbella och familjen dvärgstritar. Inga underarter finns listade i Catalogue of Life.